# Dojran
Dojran (in macedone Дојран?) è un comune rurale della Macedonia del Nord di 3 426 abitanti (dato 2002). La sede comunale è nella località omonima. Nel 2003 il comune di Dojran è stato incluso nel territorio di Bogdanci.

## Geografia fisica
Dojran confina con Bogdanci ad ovest, con Valandovo a nord e con la Grecia a sud e ad est

## Storia
Nei pressi della cittadina, in prossimità del lago omonimo, si sono svolte tre battaglie (1ª, 2ª  e 3ª battaglia di Doiran),  della prima guerra mondiale.

## Società

### Evoluzione demografica
In base al censimento del 2002 la popolazione è così suddivisa dal punto di vista etnico:
- Macedoni = 2 641
- Turchi = 402
- Serbi = 277